# Portugal op het Europees kampioenschap voetbal 2020
Portugal was een van de deelnemende landen aan het Europees kampioenschap voetbal 2020. Het was de achtste deelname voor het land. Fernando Santos was de bondscoach. Portugal werd in de achtste finale uitgeschakeld door België.

## Kwalificatie

### Kwalificatieduels
|                                              |          |       |          |                                                                              |
| 22 maart 2019 «onderlinge duels» 19.45 (UTC) | Portugal | 0 − 0 | Oekraïne | Estádio da Luz, Lissabon Toeschouwers: 58.355 Scheidsrechter: Clément Turpin |
| 22 maart 2019 «onderlinge duels» 19.45 (UTC) | Verslag  |       |          | Estádio da Luz, Lissabon Toeschouwers: 58.355 Scheidsrechter: Clément Turpin |

|                                              |            |         |                 |                                                                                |
| 25 maart 2019 «onderlinge duels» 19.45 (UTC) | Portugal   | 1 − 1   | Servië          | Estádio da Luz, Lissabon Toeschouwers: 50.342 Scheidsrechter: Szymon Marciniak |
| 25 maart 2019 «onderlinge duels» 19.45 (UTC) | Danilo 42' | Verslag | 7' (pen.) Tadić | Estádio da Luz, Lissabon Toeschouwers: 50.342 Scheidsrechter: Szymon Marciniak |

|                                                   |                                |         |                                                  |                                                                              |
| 7 september 2019 «onderlinge duels» 20.45 (UTC+2) | Servië                         | 2 − 4   | Portugal                                         | Rode Sterstadion, Belgrado Toeschouwers: 39.839 Scheidsrechter: Cüneyt Çakır |
| 7 september 2019 «onderlinge duels» 20.45 (UTC+2) | Milenković 68' A. Mitrović 85' | Verslag | 42' Carvalho 58' Guedes 80' Ronaldo 86' B. Silva | Rode Sterstadion, Belgrado Toeschouwers: 39.839 Scheidsrechter: Cüneyt Çakır |

|                                                    |                     |         |                                                 |                                                                      |
| 10 september 2019 «onderlinge duels» 21.45 (UTC+3) | Litouwen            | 1 − 5   | Portugal                                        | LFF-stadion, Vilnius Toeschouwers: 5.067 Scheidsrechter: Bas Nijhuis |
| 10 september 2019 «onderlinge duels» 21.45 (UTC+3) | Andriuškevičius 28' | Verslag | 7' (pen.), 62', 65', 76' Ronaldo 90+2' Carvalho | LFF-stadion, Vilnius Toeschouwers: 5.067 Scheidsrechter: Bas Nijhuis |

|                                                  |                                     |         |           |                                                                                       |
| 11 oktober 2019 «onderlinge duels» 19.45 (UTC+1) | Portugal                            | 3 − 0   | Luxemburg | Estádio José Alvalade, Lissabon Toeschouwers: 47.305 Scheidsrechter: Daniel Stefański |
| 11 oktober 2019 «onderlinge duels» 19.45 (UTC+1) | B. Silva 16' Ronaldo 65' Guedes 89' | Verslag |           | Estádio José Alvalade, Lissabon Toeschouwers: 47.305 Scheidsrechter: Daniel Stefański |

|                                                  |                                                   |         |                    |                                                                           |
| 14 oktober 2019 «onderlinge duels» 21.45 (UTC+3) | Oekraïne                                          | 2 − 1   | Portugal           | NSK Olimpiejsky, Kiev Toeschouwers: 65.883 Scheidsrechter: Anthony Taylor |
| 14 oktober 2019 «onderlinge duels» 21.45 (UTC+3) | Jaremtsjoek 6' Jarmolenko 27' Stepanenko 26', 73' | Verslag | 72' (pen.) Ronaldo | NSK Olimpiejsky, Kiev Toeschouwers: 65.883 Scheidsrechter: Anthony Taylor |

|                                                 |                                                                  |         |          |                                                                         |
| 14 november 2019 «onderlinge duels» 19.45 (UTC) | Portugal                                                         | 6 − 0   | Litouwen | Estádio Algarve, Faro Toeschouwers: 18.534 Scheidsrechter: Ruddy Buquet |
| 14 november 2019 «onderlinge duels» 19.45 (UTC) | Ronaldo 7' (pen.), 22', 65' Pizzi 52' Paciência 56' B. Silva 63' | Verslag |          | Estádio Algarve, Faro Toeschouwers: 18.534 Scheidsrechter: Ruddy Buquet |

|                                                   |           |         |                           |                                                                                          |
| 17 november 2019 «onderlinge duels» 15.00 (UTC+1) | Luxemburg | 0 − 2   | Portugal                  | Stade Josy Barthel, Luxemburg-stad Toeschouwers: 8.000 Scheidsrechter: Jesús Gil Manzano |
| 17 november 2019 «onderlinge duels» 15.00 (UTC+1) |           | Verslag | 39' Fernandes 86' Ronaldo | Stade Josy Barthel, Luxemburg-stad Toeschouwers: 8.000 Scheidsrechter: Jesús Gil Manzano |

### Eindstand groep B
| Nr. | Land      | GW | W | G | V | DV | DT | DS  | Ptn |
| --- | --------- | -- | - | - | - | -- | -- | --- | --- |
| 1   | Oekraïne  | 8  | 6 | 2 | 0 | 17 | 4  | +13 | 20  |
| 2   | Portugal  | 8  | 5 | 2 | 1 | 22 | 6  | +16 | 17  |
| 3   | Servië    | 8  | 4 | 2 | 2 | 17 | 17 | 0   | 14  |
| 4   | Luxemburg | 8  | 1 | 1 | 6 | 7  | 16 | -9  | 4   |
| 5   | Litouwen  | 8  | 0 | 1 | 7 | 5  | 25 | -20 | 1   |

## EK-voorbereiding

### Wedstrijden
|                                              |        |       |          |                                                                                       |
| 4 juni 2021 «onderlinge duels» 19:30 (UTC+2) | Spanje | 0 – 0 | Portugal | Estadio Wanda Metropolitano, Madrid Toeschouwers: 14.743 Scheidsrechter: Craig Pawson |
| 4 juni 2021 «onderlinge duels» 19:30 (UTC+2) |        |       |          | Estadio Wanda Metropolitano, Madrid Toeschouwers: 14.743 Scheidsrechter: Craig Pawson |

|                                              |                                              |       |        |                                                                 |
| 9 juni 2021 «onderlinge duels» 19:45 (UTC+1) | Portugal                                     | 4 – 0 | Israël | Estádio José Alvalade, Lissabon Scheidsrechter: Jérémie Pignard |
| 9 juni 2021 «onderlinge duels» 19:45 (UTC+1) | Fernandes 42', 90+1' Ronaldo 44' Cancelo 86' |       |        | Estádio José Alvalade, Lissabon Scheidsrechter: Jérémie Pignard |

## Het Europees kampioenschap
De loting vond plaats op 30 november 2019 in Boekarest. Portugal werd ondergebracht in groep F, samen met Hongarije, Frankrijk en Duitsland.

### Uitrustingen
Sportmerk: Nike
| Thuis | Uit | Doelman |

### Selectie en statistieken
| Nr. | Naam              | Geboortedatum | GW |   |   |   |   |   |   | Club                    | Positie(s) |
| --- | ----------------- | ------------- | -- | - | - | - | - | - | - | ----------------------- | ---------- |
| 1   | Rui Patrício      | 15-02-1988    | 4  | 0 | 0 | 0 | 0 | 0 | 0 | Wolverhampton Wanderers | GK         |
| 2   | Nélson Semedo     | 16-11-1993    | 3  | 0 | 0 | 0 | 0 | 0 | 1 | Wolverhampton Wanderers | RB         |
| 3   | Pepe              | 26-02-1983    | 4  | 0 | 1 | 0 | 0 | 0 | 0 | FC Porto                | CB         |
| 4   | Rúben Dias        | 14-05-1997    | 4  | 0 | 1 | 0 | 0 | 0 | 0 | Manchester City         | CB         |
| 5   | Raphaël Guerreiro | 22-12-1993    | 4  | 1 | 0 | 0 | 0 | 0 | 0 | Borussia Dortmund       | LB, LM     |
| 6   | José Fonte        | 22-12-1983    | 0  | 0 | 0 | 0 | 0 | 0 | 0 | Lille OSC               | CB         |
| 7   | Cristiano Ronaldo | 05-02-1985    | 4  | 5 | 0 | 0 | 0 | 0 | 0 | Juventus FC             | CF, LW     |
| 8   | João Moutinho     | 08-09-1986    | 4  | 0 | 0 | 0 | 0 | 2 | 2 | Wolverhampton Wanderers | CM         |
| 9   | André Silva       | 06-11-1995    | 3  | 0 | 0 | 0 | 0 | 3 | 0 | Eintracht Frankfurt     | CF         |
| 10  | Bernardo Silva    | 10-08-1994    | 4  | 0 | 0 | 0 | 0 | 0 | 4 | Manchester City         | RW, LW, AM |
| 11  | Bruno Fernandes   | 08-08-1994    | 4  | 0 | 0 | 0 | 0 | 2 | 2 | Manchester United       | AM, CM     |
| 12  | Anthony Lopes     | 01-10-1990    | 0  | 0 | 0 | 0 | 0 | 0 | 0 | Olympique Lyon          | GK         |
| 13  | Danilo Pereira    | 09-09-1991    | 4  | 0 | 0 | 0 | 0 | 1 | 1 | Paris Saint-Germain     | DM         |
| 14  | William Carvalho  | 07-04-1992    | 2  | 0 | 0 | 0 | 0 | 0 | 2 | Real Betis              | DM         |
| 15  | Rafa Silva        | 17-05-1993    | 2  | 0 | 0 | 0 | 0 | 2 | 0 | SL Benfica              | LW         |
| 16  | Renato Sanches    | 18-08-1997    | 4  | 0 | 0 | 0 | 0 | 2 | 2 | Lille OSC               | CM         |
| 17  | Gonçalo Guedes    | 29-11-1996    | 0  | 0 | 0 | 0 | 0 | 0 | 0 | Valencia CF             | LW         |
| 18  | Rúben Neves       | 13-03-1997    | 1  | 0 | 0 | 0 | 0 | 1 | 0 | Wolverhampton Wanderers | DM         |
| 19  | Pedro Gonçalves   | 26-06-1998    | 0  | 0 | 0 | 0 | 0 | 0 | 0 | Sporting Lissabon       | AM         |
| 20  | Diogo Dalot       | 20-03-1999    | 2  | 0 | 1 | 0 | 0 | 1 | 0 | AC Milan                | RB         |
| 21  | Diogo Jota        | 04-12-1996    | 4  | 1 | 0 | 0 | 0 | 0 | 3 | Liverpool FC            | LW         |
| 22  | Rui Silva         | 07-02-1994    | 0  | 0 | 0 | 0 | 0 | 0 | 0 | Granada CF              | GK         |
| 23  | João Félix        | 10-11-1999    | 1  | 0 | 0 | 0 | 0 | 1 | 0 | Atlético Madrid         | CF         |
| 24  | Sérgio Oliveira   | 02-06-1992    | 2  | 0 | 0 | 0 | 0 | 2 | 0 | FC Porto                | CM         |
| 25  | Nuno Mendes       | 19-06-2002    | 0  | 0 | 0 | 0 | 0 | 0 | 0 | Sporting Lissabon       | LB         |
| 26  | João Palhinha     | 09-07-1995    | 2  | 0 | 1 | 0 | 0 | 1 | 1 | Sporting Lissabon       | DM         |

### Wedstrijden
| Nr. | Land      | GW | W | G | V | DV | DT | DS | Ptn |
| --- | --------- | -- | - | - | - | -- | -- | -- | --- |
| 1   | Frankrijk | 3  | 1 | 2 | 0 | 4  | 3  | +1 | 5   |
| 2   | Duitsland | 3  | 1 | 1 | 1 | 6  | 5  | +1 | 4   |
| 3   | Portugal  | 3  | 1 | 1 | 1 | 7  | 6  | +1 | 4   |
| 4   | Hongarije | 3  | 0 | 2 | 1 | 3  | 6  | -3 | 2   |

#### Groepsfase
|                                               |           |                                         |          |                                                                           |
| 15 juni 2021 «onderlinge duels» 18:00 (UTC+2) | Hongarije | 0 – 3                                   | Portugal | Puskás Aréna, Boedapest Toeschouwers: 55.662 Scheidsrechter: Cüneyt Çakır |
| 15 juni 2021 «onderlinge duels» 18:00 (UTC+2) |           | 84' Guerreiro 87' (pen.), 90+2' Ronaldo |          | Puskás Aréna, Boedapest Toeschouwers: 55.662 Scheidsrechter: Cüneyt Çakır |

|                                               |                      |       |                                                             |                                                                            |
| 19 juni 2021 «onderlinge duels» 18:00 (UTC+2) | Portugal             | 2 – 4 | Duitsland                                                   | Allianz Arena, München Toeschouwers: 12.926 Scheidsrechter: Anthony Taylor |
| 19 juni 2021 «onderlinge duels» 18:00 (UTC+2) | Ronaldo 15' Jota 67' |       | 35' (e.d.) Dias 39' (e.d.) Guerreiro 51' Havertz 60' Gosens | Allianz Arena, München Toeschouwers: 12.926 Scheidsrechter: Anthony Taylor |

|                                               |                                |       |                           |                                                                                  |
| 23 juni 2021 «onderlinge duels» 21:00 (UTC+2) | Portugal                       | 2 – 2 | Frankrijk                 | Puskás Aréna, Boedapest Toeschouwers: 54.886 Scheidsrechter: Antonio Mateu Lahoz |
| 23 juni 2021 «onderlinge duels» 21:00 (UTC+2) | Ronaldo 31' (pen.), 60' (pen.) |       | 45+2' (pen.), 47' Benzema | Puskás Aréna, Boedapest Toeschouwers: 54.886 Scheidsrechter: Antonio Mateu Lahoz |

#### Achtste finale
|                                               |               |       |          |                                                                                 |
| 27 juni 2021 «onderlinge duels» 21:00 (UTC+2) | België        | 1 – 0 | Portugal | Estadio de La Cartuja, Sevilla Toeschouwers: 11.504 Scheidsrechter: Felix Brych |
| 27 juni 2021 «onderlinge duels» 21:00 (UTC+2) | T. Hazard 42' |       |          | Estadio de La Cartuja, Sevilla Toeschouwers: 11.504 Scheidsrechter: Felix Brych |

FPF · A-internationals · Selecties · Statistieken · Bondscoaches · Portugees vrouwenelftal · Olympisch elftal · Portugal U21 · Portugal U20 · Portugal U19 · Portugal U18 · Portugal U17 · Vrouwen U17
1921 – 1929 · 
1930 – 1939 · 
1940 – 1949 · 
1950 – 1959 · 
1960 – 1969 · 
1970 – 1979 · 
1980 – 1989 · 
1990 – 1999 · 
2000 – 2009 · 
2010 – 2019 · 
2020 – 2029
EK's: 1984 · 
1996 · 
2000 · 
2004 · 
2008 · 
2012 · 
2016 · 
2020 · 
2024
WK's: 1966 · 
1986 · 
2002 · 
2006 · 
2010 · 
2014 · 
2018 · 
2022
OS: 1928 · 
1996 · 
2004 · 
2016
1921 · 
1922 · 
1923 · 
1924 · 
1925 · 
1926 · 
1927 · 
1928 · 
1929 · 
1930 · 
1931 · 
1932 · 
1933 · 
1934 · 
1935 · 
1936 · 
1937 · 
1938 · 
1939 · 
1940 · 
1942 · 
1943 · 1944 · 
1945 · 
1946 · 
1947 · 
1948 · 
1949 ·
1950 · 
1951 · 
1952 · 
1953 · 
1954 · 
1955 · 
1956 · 
1957 · 
1958 · 
1959 ·
1960 · 
1961 · 
1962 ·
1963 ·
1964 · 
1965 · 
1966 · 
1967 · 
1968 · 
1969 ·
1970 · 
1971 · 
1972 · 
1973 · 
1974 · 
1975 · 
1976 · 
1977 · 
1978 · 
1979 ·
1980 · 
1981 · 
1982 · 
1983 · 
1984 · 
1985 · 
1986 · 
1987 · 
1988 · 
1989 · 
1990 · 
1991 ·
1992 · 
1993 · 
1994 · 
1995 · 
1996 · 
1997 · 
1998 · 
1999 · 
2000 · 
2001 · 
2002 · 
2003 · 
2004 · 
2005 · 
2006 · 
2007 · 
2008 · 
2009 · 
2010 · 
2011 · 
2012 · 
2013 ·
2014 ·
2015 ·
2016 ·
2017 ·
2018 ·
2019 ·
2020 ·
2021 ·
2022
Albanië ·
Algerije ·
Andorra ·
Angola ·
Argentinië ·
Armenië ·
Azerbeidzjan ·
België ·
Bolivia ·
Bosnië-Herzegovina ·
Brazilië ·
Bulgarije ·
Canada ·
Chili ·
China ·
Cyprus ·
DDR ·
Denemarken ·
Duitsland ·
Ecuador ·
Egypte ·
Engeland ·
Estland ·
Faeröer ·
Finland ·
Frankrijk ·
Gabon ·
Georgië ·
Ghana ·
Gibraltar ·
Griekenland ·
Hongarije ·
Ierland ·
IJsland ·
Iran ·
Israël ·
Italië ·
Ivoorkust ·
Joegoslavië ·
Kaapverdië ·
Kameroen ·
Kazachstan ·
Koeweit ·
Kroatië ·
Letland ·
Liechtenstein ·
Litouwen ·
Luxemburg ·
Malta ·
Marokko ·
Mexico ·
Moldavië ·
Mozambique ·
Nederland ·
Nieuw-Zeeland ·
Nigeria ·
Noord-Ierland ·
Noord-Korea ·
Noord-Macedonië ·
Noorwegen ·
Oekraïne ·
Oostenrijk ·
Panama ·
Paraguay ·
Polen ·
Qatar ·
Roemenië ·
Rusland ·
Saoedi-Arabië ·
Schotland ·
Servië ·
Slovenië ·
Slowakije ·
Sovjet-Unie ·
Spanje ·
Tsjechië ·
Tsjecho-Slowakije ·
Tunesië ·
Turkije ·
Uruguay ·
Verenigde Staten ·
Wales ·
Zuid-Afrika ·
Zuid-Korea ·
Zweden ·
Zwitserland
Angola (2006) ·
België (2021) ·
Brazilië (2010) · 
Denemarken (2012) ·
Duitsland (2006) ·
Duitsland (2008) ·
Duitsland (2012) ·
Duitsland (2014) ·
Duitsland (2021) ·
Engeland (2000) ·
Engeland (2006) ·
Frankrijk (2006) ·
Frankrijk (2016) ·
Frankrijk (2021)  ·
Ghana (2014) ·
Griekenland (2004, 2) · 
Hongarije (2021) · 
IJsland (2016) · 
Iran (2006) ·
Iran (2018) ·
Marokko (2018) ·
Marokko (2022) ·
Mexico (2006) ·
Nederland (2006) ·
Nederland (2012) ·
Oostenrijk (2016) · 
Spanje (2012) · 
Spanje (2018) ·
Tsjechië (2008) ·
Tsjechië (2012) · 
Turkije (2008) ·
Verenigde Staten (2014) ·
Uruguay (2018) ·
Zuid-Korea (2022) · 
Zwitserland (2008) · 
Zwitserland (2022)
1 Patrício ·
2 Semedo ·
3 Pepe ·
4 Dias ·
5 Guerreiro ·
6 Fonte ·
7 Ronaldo  ·
8 Moutinho ·
9 A. Silva ·
10 B. Silva ·
11 Fernandes ·
12 Lopes ·
13 Pereira ·
14 Carvalho ·
15 Rafa Silva ·
16 Sanches ·
17 Guedes ·
18 Neves ·
19 Gonçalves ·
20 Dalot ·
21 Jota ·
22 Rui Silva ·
23 Félix ·
24 Oliveira ·
25 Mendes ·
26 Palhinha ·
Coach: Santos